# Discographie de Bill Evans (pianiste)
Cette page décrit la discographie de Bill Evans, pianiste de jazz.